# 基爾水兵兵變

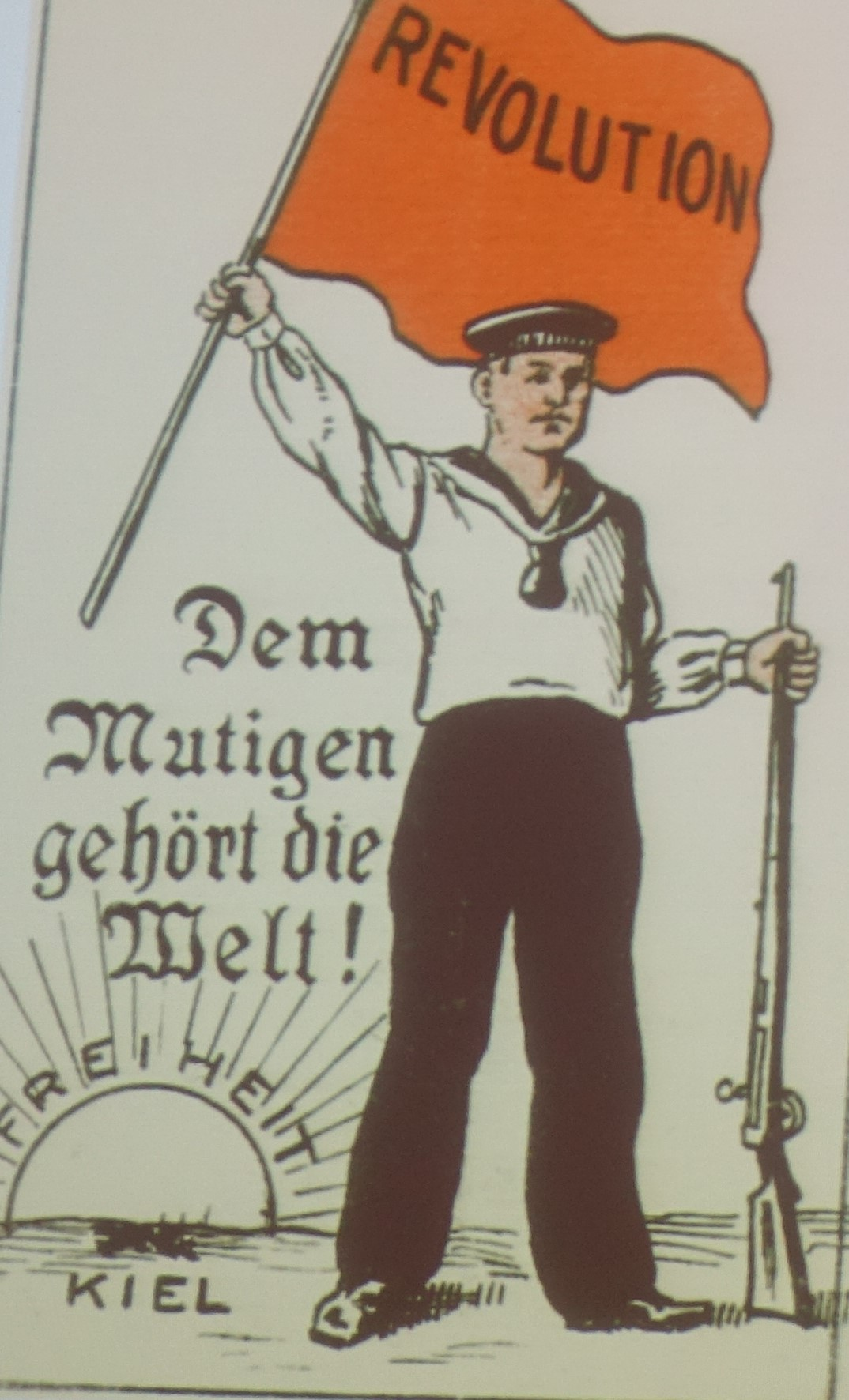
基爾水兵起義宣傳海報

基爾水兵兵變（德語：Kieler Matrosenaufstand）是由德國水手於1918年11月在波羅的海港口的基爾海軍基地發動的兵變。它引发了德國十一月革命，最终導致了第二帝國的終結和魏瑪共和國的建立。

## 背景
一戰期間，由於戰爭開銷不斷增加，德國物質愈發匱乏：食品供應受軍隊控制，造成黑市猖獗；德國中、下層階級物質短缺、實際收入下降。相反，富裕階層和軍官們則幾乎不受影響，軍火商大發橫財。時任德國財長的卡爾·赫弗里希阻止向富人徵稅，轉而發行後來幾乎成爲廢紙的戰爭債券，將人們的儲蓄吸走，因而造成了德國民怨的沸騰和反戰聲浪日益增大。
1916年日德蘭海戰之後，德意志帝國海軍在波羅的海之外的海域活動大爲減少，除少數潛水艇和輕型戰艦外，大多數艦艇停泊在德國沿海的海軍基地。由於軍糧食品供給短缺，水兵士氣低落。1917年8月2日，“柳特波德攝政王號戰列艦”的350名水兵在威廉港舉行了示威游行。這次示威行動遭到鎮壓，兩個領頭人被處決，其他一些人被判監禁。

## 事件經過
1918年10月，德國海戰指揮部弗朗茲·馮·希佩爾上將給基爾海軍基地的海軍下達了作戰命令，命令軍艦出波羅的海駛往英吉利海峽以圖與英國皇家海軍進行最後一戰。然而，這個作戰命令引起了本已士氣低落的水兵們不滿，在這之前，一些主力艦上的水兵已經秘密地成立了“水兵委員會”，在“水兵委員會”的號召下，1918年10月28日至30日，第三艦隊的三艘軍艦水兵拒絕起錨，第一艦隊的兩艘戰列艦“圖林根號戰列艦”和“黑爾戈蘭號戰列艦”上的部分水兵公開嘩變。
一天之後，作爲鎮壓兵變的海軍魚雷艇趕到軍港，並擺出了攻擊陣勢，在此情況下，嘩變水兵選擇了投降，將近200名嘩變水兵被送往基爾軍事監獄。在這之後，海軍中將雨果·卡弗特率領戰艦在黑爾戈蘭灣進行了一次代號為“完美行動”的演習，他認爲局勢已得到控制，可以繼續執行出海作戰計劃。

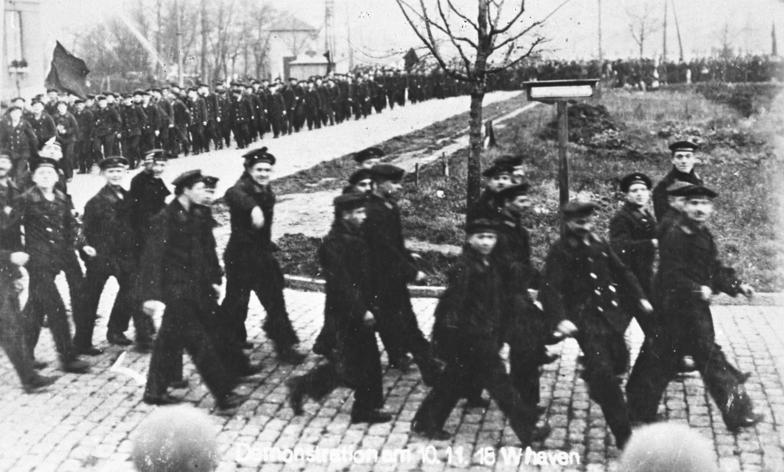
集會之後舉行游行示威的水兵們

但是其他水兵們拒絕再次起錨。11月1日晚，大約250名水兵在基爾的聯合會大廳（Union House）舉行了會議，試圖與德國獨立社會民主黨（USPD）和德國社會民主黨（SPD）取得聯係，要求釋放被關押的水兵，但警察關閉了聯合會大廳，這迫使水兵們在11月2日在露天閲兵場舉行了更大規模的集會。基爾-維克魚雷艇修理工廠的卡爾·阿特爾特和洛塔爾·波普領導了這次集會，並呼籲水兵們在第二天在同一地點舉行更大規模集會。11月3日，數千人響應了這一號召，工人代表也出席了集會。在集會上，人們提出了“和平與麵包”的口號，表達了與會者不僅要求釋放被囚禁的水兵，還要求結束戰爭和改善食品供應的訴求。集會之後，人們行進到囚禁水兵的監獄。奉命阻止示威者的斯泰因豪斯少尉（Sublieutenant Steinhäuser）指揮軍警先是鳴槍示警，接著直接向示威人群開槍，造成了7人死亡，29人受重傷。這個流血事件被視爲引發革命的導火索。
流血事件導致了愈來愈多的水兵加入到了嘩變行列，11月4日成群結隊的嘩變水兵在基爾游行，卡爾·阿特爾特又爲此成立了士兵委員會，其他的士兵委員會紛紛加入。基地的上層軍官不得不與之談判，在壓力之下，被監禁的水兵獲釋。其他試圖平息叛亂的軍隊試圖進入基爾時，不是被嘩變水兵阻擋回去，就是被勸加入嘩變士兵的行列。11月4日晚上，整個基爾被四萬多名反叛者所掌控。

### 14項要求
11月4日深夜，水手們和工人代表在聯合會大廳召開會議，提出了14項要求：
- 一、釋放所有囚犯和政治犯；
- 二、言論和新聞的完全自由；
- 三、廢除郵件審查制度；
- 四、軍官善待水兵；

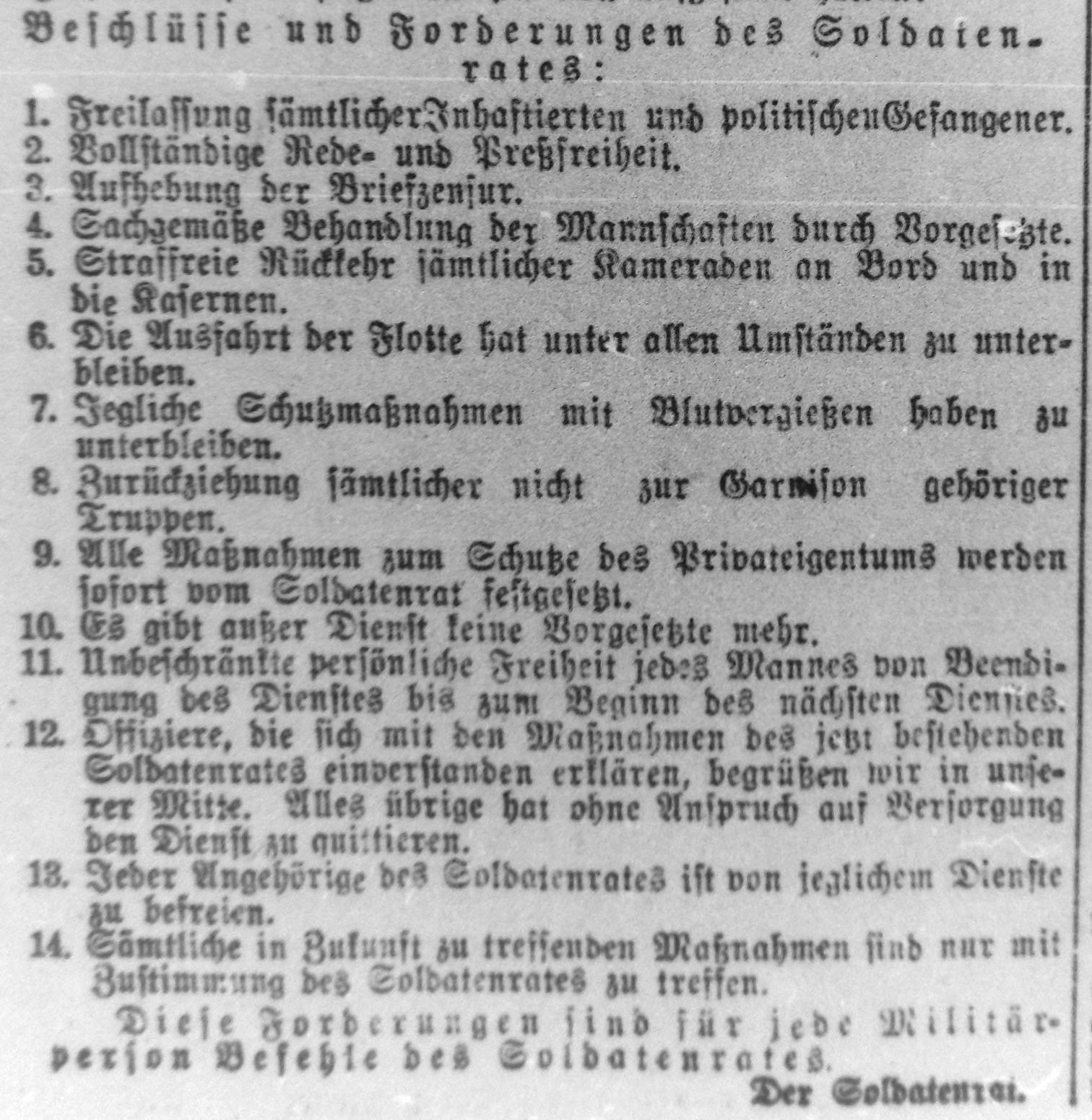
14項書面要求（德文）

- 五、所有參加嘩變的水兵回到船上或回營地後不得受懲罰；
- 六、在任何情況下，艦隊都不得起錨；
- 七、對導致流血事件采取防範措施；
- 八、所有不屬於海軍基地的軍隊一律撤離；
- 九、所有保護私人財產的措施立即由士兵委員會決定；
- 十、不再承認上級軍官在職權之外的權力；
- 十一、水兵不在崗位執勤時，享有不受約束的自由；
- 十二、我們歡迎同意成立士兵委員會的軍官，其他軍官必須放棄無權獲得的職權；
- 十三、士兵委員會的任何成員都會被解除任何職務；
- 十四、今後所有措施只有在徵得士兵委員會的同意後才能實行。

### 事件進展

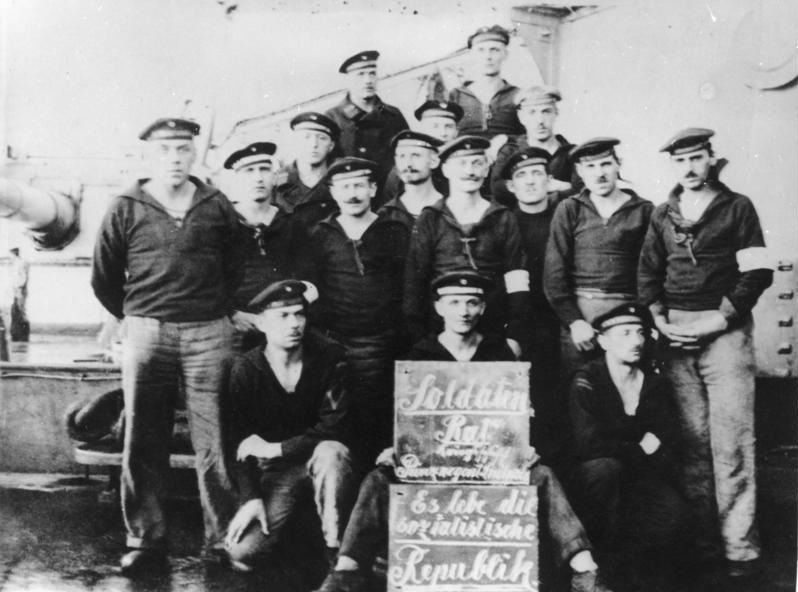
11月3日威廉港的“柳特波德攝政王號戰列艦”的士兵委員會。來自德国联邦档案馆

爲了處理這個緊急事態，11月4日當天晚上，社民黨的古斯塔夫·諾斯克作爲政府代表抵達基爾。
11月5日起義水兵奪走了武器等裝備，將紅旗插在市政廳大樓上，並接管了基爾糧食局和任命了一些市議員。11月5日下午一點左右，在威廉廣場舉行了一次大規模集會，起義領導人波普和諾斯克做了發言，諾斯克表示，事到如今，這場運動必須要有嚴格領導，他可以負責領導這個運動。於是，他被選爲士兵委員會的臨時主席。在這期間被囚禁的水兵得到了釋放。但是沒有多久，市區内發生了槍戰，槍戰一直持續到下午三點左右。在槍戰中有10人死亡，至少有21人受傷。11月5日深夜，駐守基爾市的海涅（z. S. Heine）上尉在拒捕時遭到射殺。德皇威廉的弟弟海因里希親王在汽車上插上一面紅旗逃出了基爾，其他憲兵軍官和警察局長也逃出了基爾。11月6日，北海港口的威廉港海軍基地也發生了水兵的嘩變。
作爲政府代表之一的康拉德·豪斯曼“身心疲憊地”從基爾回到柏林，將基爾的局勢匯報給政府。對此，德國政府内部產生兩種不同意見。一派意見同意豪斯曼的建議，即：同意水兵們的要求；而另一方，以德國海戰指揮部將領里特·維·曼和總司令海因里希·肖赫爲代表，主張封鎖基爾，對起義者嚴厲鎮壓，並不等内閣做出決定，向海軍指揮部發了一封電報，指示從海上和陸地封鎖基爾，並增派一個旅的部隊前去增援。同時建議路德維希·馮·施羅德替換基爾的總督威廉·蘇雄。但是在基爾的諾斯克打電話給德國政府，表示現在已經處在數萬水兵控制之下的基爾，如果遇到强力鎮壓，那麽事態將不可收拾。諾克斯重申了對水兵的特赦和德皇退位的要求。
第二天，内閣一致接受了豪斯曼的意見，拒絕了派路德維希·馮·施羅德去基爾的命令，因爲人們都已經很清楚，已經沒有足夠的軍隊派上場。

### 政府讓步
隨著公佈的措施，獲得士兵委員會授權的軍人在基爾市内實行巡邏，基爾市内局勢平靜下來，商店和銀行也重新開張。但是，士兵委員會的14項條件還沒有得到答復，不滿情緒依然蔓延。11月6日，諾克斯舉行了一場大約有1000名水兵和工人代表參加的大會，他談到了基爾面臨著被封鎖會帶來的食物和金融方面的困境，然而，他宣佈如果宣佈結束起義，政府將做出如下保證：
- 一、不追究所有起義人員的責任；
- 二、赦免一年前那些被定罪的艦隊水兵；
- 三、儘快停戰；
- 四、加速德皇的退位；
- 五、實行國家的進一步改革和民主化

儘管諾斯克做出的承諾遭到了古斯特夫·加貝和洛塔爾·波普的異議，但還是取得了進展。11月7日在有800多名水兵代表參加大會上，諾斯克同意士兵委員會為石勒苏益格-荷尔斯泰因州臨時政府，大會選出了最高士兵委員會，洛塔爾·波普被選爲該委員會主席。諾克斯取代了基爾總督威廉·蘇雄，柏林政府承認諾克斯為新總督。在這一天，基爾的狀況基本恢復正常，市内有軌電車重新運行。

## 影響與結局
11月7日，工人委員會和士兵委員會發出聯合呼籲，要求在各地成立委員會與當地政府合作，成立新的人民政府，建立一個自由的、社會主義的共和國。
之後革命勢頭蔓延到了漢堡、不來梅、漢諾威、科隆以及魯爾等地，庫爾特·艾斯納於11月7日宣佈成立“巴伐利亞共和國”。在這些活動中，基爾水兵以串聯各地的行動扮演了核心角色。水兵們打著紅旗到各軍營游説，鼓動軍人和當地工人加入他們行列，並占領市政中心、釋放了政治犯。
在愈演愈烈的革命浪潮之下以及受到了社民黨的壓力，11月9日帝國宰相馬克西米連·馮·巴登宣佈德皇威廉二世退位，之後，社民黨領導人弗里德里希·艾伯特接管了政府的權力，菲利普·沙伊德曼宣佈成立德意志共和國，與此同時，卡爾·李卜克内西也宣佈了成立“德意志自由社會主義共和國”（德文：Freie Sozialistische Republik ），但沒有得到廣泛響應。
作爲革命起源地的基爾，在11月10日為事件中遇難者舉行了葬禮，平民遇難者埋葬在艾希霍夫公園，古斯特夫·加貝和洛塔爾·波普發表了悼詞，翌日，軍人犧牲者被埋葬在基爾的北區公墓，諾斯克爲此發表了悼詞。與此同時，在水兵嘩變期間，鎮壓起義的軍官布鲁諾·海涅曼、沃爾夫岡·曾克和市政官威廉·海涅遭到處決，另外兩個官員自殺。
11月11日，一戰停戰協議簽訂。半年之後，隨著德國局勢的巨變，士兵委員會宣告解散。

## 紀念
|  |  |  |